# Specijalna nagrada žirija (Sarajevski filmski festival)
Specijalna nagrada žirija (Sarajevo Film Festival) je nagrada koja se dodeljuje na Sarajevskom filmskom festivalu. Smatra se kao nagrada za drugo mesto nakon glavne nagrade, Srce Sarajeva. Dodeljuje se u dve kategorije: igrani film i dokumentarni film. Specijalnu nagradu žirija za igrani film obezbeđuje agnès b., prijateljica i dugogodišnji sponzor Sarajevo Film Festivala.

## Dobitnici nagrade

### Igrani film
| Godina | Film                             | Originalni naslov | Režiser(i)          | Državljanstvo       |
| ------ | -------------------------------- | ----------------- | ------------------- | ------------------- |
| 2003.  | Rezervni dijelovi                |                   | Damjan Kozole       | Slovenija           |
| 2004.  | Ta divna splitska noć            |                   | Arsen Anton Ostojić | Hrvatska            |
| 2005.  | Kukumi                           |                   | Isa Qosja           | Kosovo              |
| 2006.  | Mama i tata                      |                   | Faruk Lončarević    | Bosna i Hercegovina |
| 2007.  | Ja sam iz Titovog Velesa         |                   |                     | Makedonija          |
| 2008.  | Mart                             |                   |                     | Austrija            |
| 2009.  | Očnjak                           |                   |                     | Grčka               |
| 2010.  | Nježni sin: Projekt Frankenstein |                   |                     | Mađarska            |
| 2011.  | Avé                              |                   | Konstantin Bojanov  | Bugarska            |
| 2012.  | Iza brda                         |                   | Emin Alper          | Turska              |
| 2013.  | Odbrana i zaštita                |                   | Bobo Jelčić         | Hrvatska            |
| 2014.  | Nevjeste                         |                   |                     | Gruzija             |
| 2015.  | Šaulov sin                       |                   |                     | Mađarska            |
| 2016.  | Bezbožnica                       |                   |                     | Bugarska            |

### Dokumentarni film
| Godina | Film                | Originalni naslov | Režiser(i)   | Državljanstvo       |
| ------ | ------------------- | ----------------- | ------------ | ------------------- |
| 2013.  | Čistači             |                   |              | Grčka               |
| 2014.  | Presuda u Mađarskoj |                   |              | Mađarska            |
| 2015.  | Tititá              |                   |              | Mađarska            |
| 2016.  |                     |                   | Tarik Hodžić | Bosna i Hercegovina |
| 2017.  | Djeca               |                   |              | Austrija            |
| 2018.  | Devetomjesečni rat  |                   |              | Mađarska            |

## Spoljašnje veze
- Zvanični veb-sajt
- SFF na sajtu IMDb (jezik: engleski)